# 18191 Rayhe
18191 Rayhe è un asteroide della fascia principale. Scoperto nel 2000, presenta un'orbita caratterizzata da un semiasse maggiore pari a 2,7827682 UA e da un'eccentricità di 0,0385638, inclinata di 3,66570° rispetto all'eclittica.